# Margareta Dellefors
Stina Margareta Dellefors Bladini, född 20 mars 1926 i Göteborg, död 17 maj 2024 i Gustav Vasa distrikt i Stockholm, var en svensk operasångare (sopran) och journalist.
Dellefors var först folkskollärare och senare sångare på Den Norske Opera och Göteborgsoperan. Bland rollerna kan nämnas titelrollen i Tosca, donna Elvira i Don Giovanni och Octavia i Poppeas kröning. Hon var därefter producent av musikprogram på Sveriges Radios musikredaktion.
Dellefors blev känd som initiativtagare till operascenen Dalhalla i det tidigare kalkbrottet Draggängarna norr om Rättvik, invigd 1994. Hon initierade projektet 1991, efter att nyligen ha pensionerats, och var konstnärlig ledare för verksamheten från 1993 till början av 2000-talet. Efter meningsskiljaktigheter mellan de inblandade om verksamhetens inriktning och drift blev hon uppsagd 2003. I Dalhalla finns en porträttbyst i brons av Margareta Dellefors, utförd av Carl-Gustaf Ekberg och skänkt av Dalhalla-vänner 2006.
2015 gav grammofonbolaget Sterling  ut en CD-skivan Limelight and Limestone – A Singing Journey,  med inspelningar från Margareta Dellefors karriär mellan åren 1963 och 1972.

## Priser och utmärkelser
- 1996 – Pro Patrias stora guldmedalj
- 1997 – Illis Quorum i femte storleken
- 2001 – H.M. Konungens medalj i åttonde storleken
- 2001 – Kungliga Musikaliska Akademiens medalj För Tonkonstens Främjande
- 2002 – Owe Thörnqvists miljöstipendium